# Sutton Cheney
Sutton Cheney är en ort i civil parish Dadlington & Sutton Cheney, i distriktet Hinckley and Bosworth, i Storbritannien. Den ligger i grevskapet Leicestershire och riksdelen England, i den södra delen av landet, 150 km nordväst om huvudstaden London. Sutton Cheney ligger 123 meter över havet. Civil parish hade 207 invånare år 1931. Byn nämndes i Domedagsboken (Domesday Book) år 1086, och kallades då Sutone.
Terrängen runt Sutton Cheney är platt. Runt Sutton Cheney är det tätbefolkat, med 356 invånare per kvadratkilometer. Närmaste större samhälle är Leicester, 17,6 km öster om Sutton Cheney. Trakten runt Sutton Cheney består till största delen av jordbruksmark.